# Alice Meynell
Alice Christiana Gertrude Thompson Meynell (11 de octubre de 1847-27 de noviembre de 1922) fue una escritora, editora, crítica y sufragista inglesa.

## Biografía
Nació en Barnes, Londres, como hija de Thomas James y Christiana (nacida Weller) Thompson. La familia vivió en diversos lugares de Inglaterra, Suiza y Francia, pero pasó la mayor parte de sus primeros años en Italia, donde se había asentado una hija de Thomas de su primer matrimonio. Su padre era amigo de Charles Dickens.
Preludes (1875) fue su primera colección de poesía, ilustrada por su hermana mayor Elizabeth (la artista Lady Elizabeth Butler, 1850-1933, cuyo marido era Sir William Francis Butler). El trabajo fue muy alabado por Ruskin, aunque recibió poca atención del público. Ruskin especialmente destacó el soneto Renunciation por su belleza y delicadeza.
Después de Alice, toda la familia Thompson se convirtió al catolicismo (1868 a 1880), y sus escritos pasaron a ser de temas religiosos. Esto eventualmente llevó a conocer al editor de periódicos católico Wilfrid Meynell (1852 - 1948) en 1876. Un año después (1877) ella se casó con Meynell, y se asentaron en Kensington. Se convirtieron en propietario y editor de The Pen, el Weekly Register, Merry England y otras revistas. Alice y Wilfrid tuvieron ocho hijos: Sebastian, Monica, Everard, Madeleine, Viola, Vivian (que murió a los tres meses), Olivia y Francis. Viola Meynell (1885-1956) se convirtió en autora por derecho propio, y el hijo más joven Francis Meynell (1891-1975) fue poeta e impresor en Nonesuch Press.
Alice se vio muy implicada en labores editoriales con publicaciones con su esposo, y en sus propios escritos, poesía y prosa. Escribió con regularidad para The World, The Spectator, The Magazine of Art, The Scots Observer, The Tablet, The Art Journal, el National Observer, editado por W. E. Henley, el Pall Mall Gazette y The Saturday Review. 
El poeta británico Francis Thompson, que estaba fuera de Londres intentando recuperarse de la adicción al opio, envió a la pareja un manuscrito. Sus poemas fueron publicados por vez primera en Merrie England de Wilfred, y los Meynell pasaron a apoyar a Thompson. Su libro de 1893 Poems fue una producción e iniciativa de Meynell. Otro defensor de Thompson fue el poeta Coventry Patmore. Alice tuvo una intensa amistad con Patmore, que duró varios años, lo que llevó a que él se obsesionara con ella, lo que la obligó a romper con él.
Al final del siglo XIX, en conjunción con alzamientos contra los británicos (entre ellos los indios, los zulúes, el levantamiento de los bóxers y la revuelta musulmana liderada por Muhammad Ahmad en el Sudán), muchos estudiosos europeos, escritores y artistas, especialmente católicos comenzaron a cuestionarse el colonialismo europeo, y su intento de gobernar el mundo. Esto llevó a Alice, Wilfrid, Elizabeth y otros en su círculo a hablar en favor de los oprimidos. Alice se convirtió en una figura destacada en la Liga sufragista de mujeres escritoras, que fue fundada por Cicely Hamilton y activo de 1908 a 1919.
Sus artículos en prosa destacaron por la fineza de cultura y peculiar contención en su estilo. Después de una serie de enfermedades, incluidas migrañas y depresión, murió el 27 de noviembre de 1922. Está enterrada en el cementerio católico de Kensal Green, Londres, Inglaterra.

## Obras
- Preludes (1875) poemas
- The Rhythm of Life (1893) ensayo

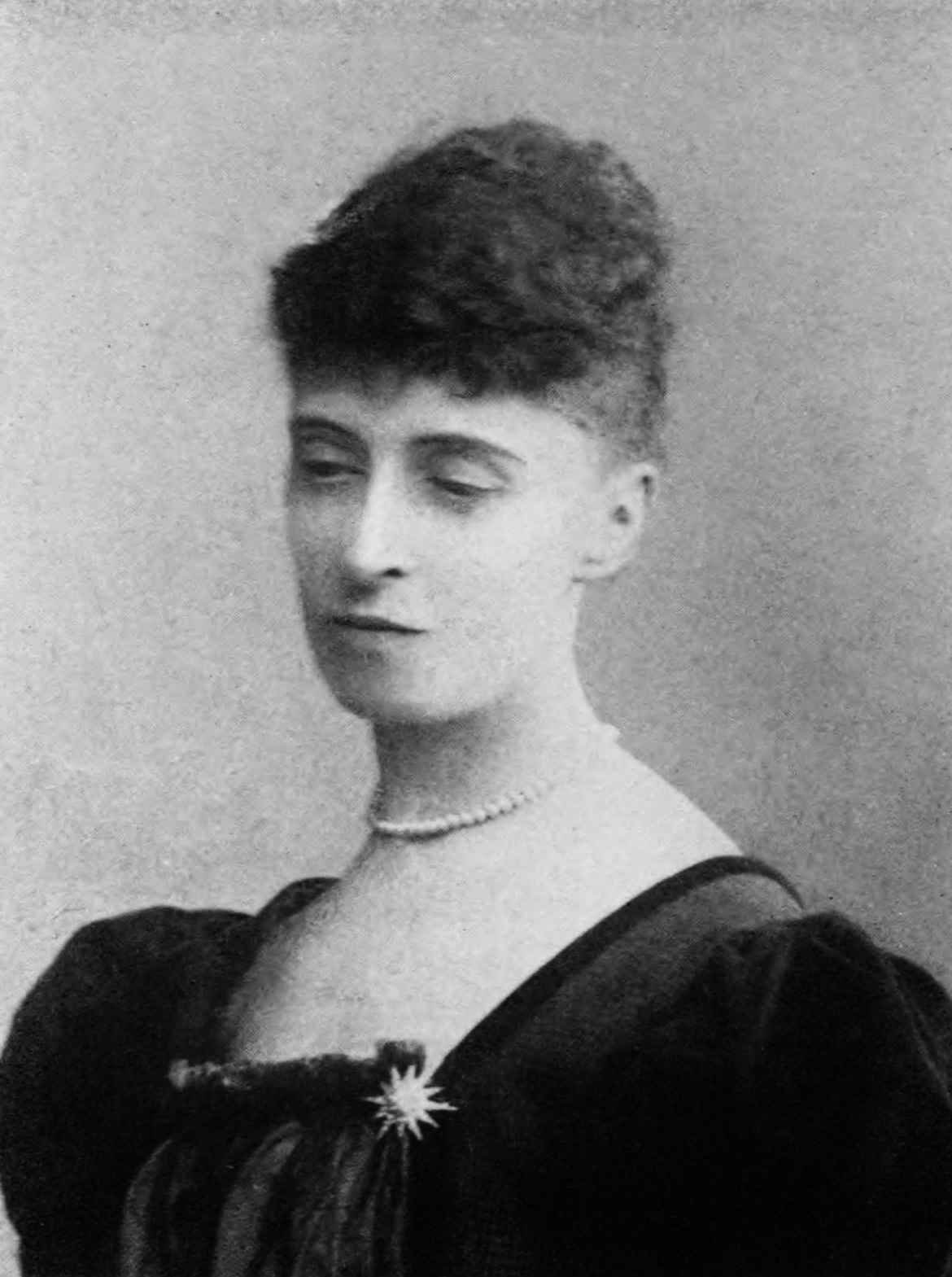
Alice Meynell

- Poems por Francis Thompson (1893) editor y productor
- Holman Hunt (1893)
- Selected Poems of Thomas Gordon Hake (1894) editor
- The Color of Life and other Essays (1896)
- Poetry of Pathos and Delight por Coventry Patmore (1896) editor
- The Flower of the Mind (1897) antología de poesía inglesa, editor, crítica.
- The Children (1897) ensayo
- The Spirit of Place (1898) ensayo
- London Impressions (1898)
- Ruskin (1900)
- Later Poems (1901)
- The Work of John S. Sargent (1903)
- Essays (1914)
- The Second Person Singular (1921)
- The Poems of Alice Meynell, edición completa (Oxford University Press, 1940)
- Prose and Poetry (1947) introducción Vita Sackville-West, varios editores